# Deirdre Demet Barry
Deirdre Demet Barry detta Dede (Milwaukee, 8 ottobre 1972) è un'ex ciclista su strada ed ex pattinatrice di velocità su ghiaccio statunitense, medaglia d'argento a cronometro ai Giochi olimpici di Atene 2004.
È sposata con l'ex ciclista canadese Michael Barry.

## Carriera
Iniziò la propria carriera sportiva nel pattinaggio di figura, per poi passare al pattinaggio di velocità, facendo parte della nazionale statunitense di pattinaggio tra il 1987 e il 1991 e partecipando ai mondiali Juniores nel 1988 e nel 1990. Cominciò nello stesso periodo a dedicarsi al ciclismo, dapprima per allenamento e, solo successivamente, come sport principale, riuscendo ad aggiudicarsi già nel 1989 il titolo mondiale su strada Juniores.
Gareggiando nel ciclismo su strada a livello Elite vinse il titolo a cronometro ai Giochi panamericani 1995 e quello in linea ai campionati statunitensi 1996, oltre a due medaglie, un argento e un bronzo, nelle ultime due edizioni mondiali per Nazionali della cronometro a squadre. Nel 1998 e nel 2002 si aggiudicò gli eventi di Coppa del mondo svoltisi rispettivamente a Sydney e a Montréal. Nel 2004, all'ultimo anno di attività agonistica, conquistò infine la medaglia d'argento a cronometro ai Giochi olimpici di Atene, preceduta dalla sola Leontien van Moorsel.

## Palmarès
- 1989 (Juniores)

Campionati del mondo, Prova in linea Juniores
- 1991

Classifica generale Natural State Stage Race
5ª tappa International Women's Challenge
- 1993

Quad Cities
- 1994

4ª tappa International Ladies Trophee
4ª tappa International Women's Challenge
Classifica generale Killington Stage Race
- 1995

Giochi panamericani, Prova a cronometro
9ª tappa Tour de l'Aude
10ª tappa Tour de l'Aude
Thrift Drug Classic
6ª tappa International Women's Challenge
12ª tappa International Women's Challenge
Classifica generale International Women's Challenge
- 1996

4ª tappa Étoile des Vosges
Campionati statunitensi, Prova in linea
- 1997

5ª tappa Redlands Bicycle Classic
Classifica generale Tour de Toona
7ª tappa Tour Cycliste
4ª tappa Grand Prix du Canada
Classifica generale Grand Prix du Canada
- 1998

5ª tappa Street-Skills Cycle Race
Sydney World Cup
Classifica generale Tour de Snowy
2ª tappa Tour of Willamette
Classifica generale Fitchburg-Longsjo Classic
- 1999

2ª tappa Redlands Bicycle Classic
1ª tappa Tour of Willamette
4ª tappa Grand Prix du Canada
- 2000

6ª tappa Tour of Willamette
- 2002

Coupe du Monde de Montréal
- 2003

4ª tappa Giro della Toscana-Memorial Fanini
- 2004

2ª tappa Tour de l'Aude
6ª tappa Tour de l'Aude
Sparkassen Giro Bochum

### Altri successi
- 1991

Campionati statunitensi, Cronosquadre
- 1993

Campionati statunitensi, Cronosquadre
- 1996

Classifica scalatori Redlands Bicycle Classic
- 1997

Classifica punti Grand Prix du Canada